# Grão-mufti de Jerusalém

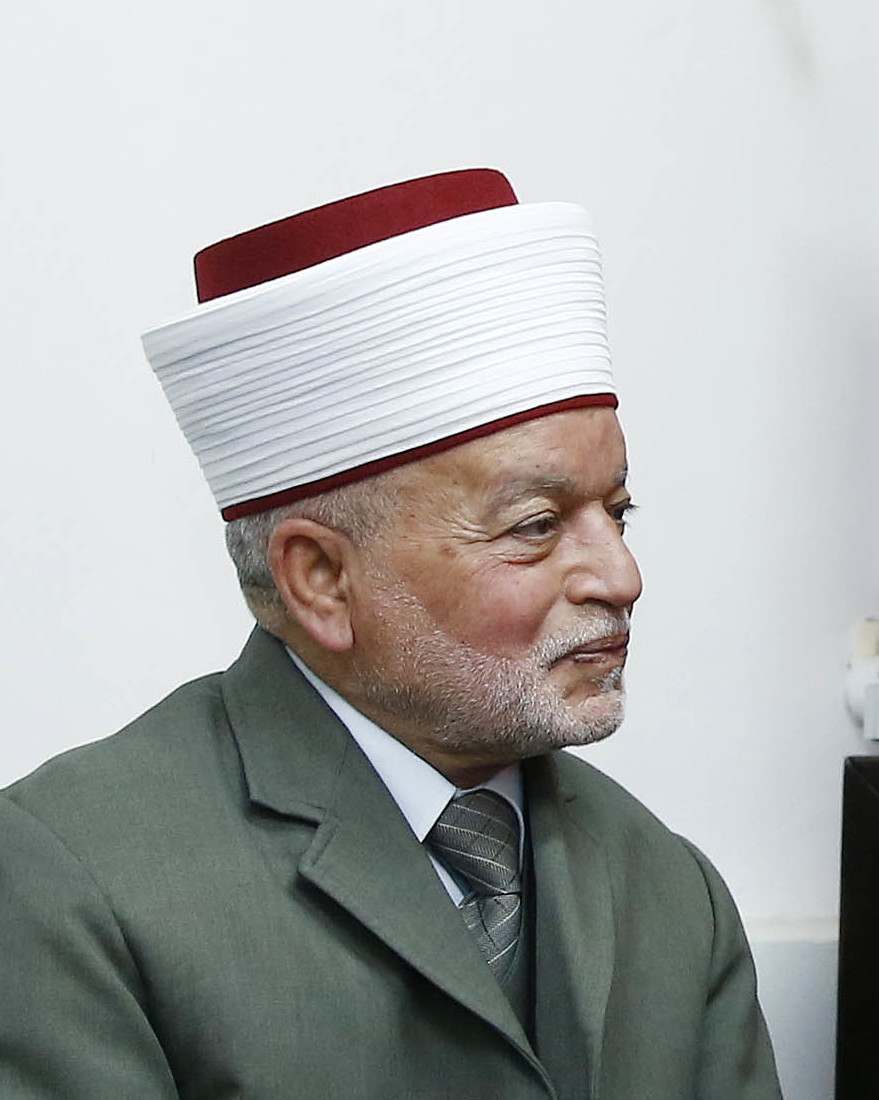
Muhammad Ahmad Hussein, grão-mufti de Jerusalém (2006–presente)

Grão-mufti ou grande mufti de Jerusalém é o clérigo muçulmano sunita responsável pelos lugares sagrados islâmicos de Jerusalém, incluindo Al-Aqsa. O cargo foi criado pelo governo militar britânico liderado por Ronald Storrs em 1918. Desde 2006, o cargo é ocupado por Muhammad Ahmad Hussein, nomeado pelo presidente palestino, Mahmoud Abbas.

## História

### Mandato Britânico
O grão-mufti de Jerusalém foi um cargo criado pelas autoridades do Mandato Britânico. O novo título foi concebido pelos britânicos para "melhorar o estatuto do cargo".
Quando Kamil al-Husayni morreu em 1921, o Alto Comissário Britânico Herbert Samuel nomeou Mohammad Amin al-Husayni para o cargo. Amin al-Husayni, membro da família al-Husayni de Jerusalém, foi um nacionalista árabe e líder muçulmano no Mandato Britânico da Palestina. Como grande mufti e líder do Comitê Superior Árabe, especialmente durante o período de guerra de 1938-45, al-Husayni desempenhou um papel fundamental na oposição violenta ao sionismo e aliou-se estreitamente ao regime nazista na Alemanha.

### Waqf da Jordânia
Em 1948, depois que a Jordânia ocupou Jerusalém, Abdalá I da Jordânia removeu oficialmente al-Husayni do posto, proibiu-o de entrar em Jerusalém e nomeou Hussam Al-din Jarallah como grão-mufti. Após a morte de Jarallah em 1952, o Waqf Islâmico de Jerusalém da Jordânia nomeou Saad al-Alami como seu substituto. O Waqf nomeou Sulaiman Ja'abari em 1993, após a morte de al-Alami.

### Autoridade Palestina
Após a morte de Ja'abari em 1994, dois muftis rivais foram nomeados: a Autoridade Palestina (AP) nomeou Ekrima Sa'id Sabri, enquanto a Jordânia nomeou Abdul Qader Abdeen, chefe do Tribunal de Apelações Religiosas. Isto reflectiu uma discrepância entre o Acordo de Oslo I, que previa uma transferência de autoridade de Israel para a Autoridade Palestina, e o tratado de paz Israel-Jordânia, que reconhecia a custódia jordaniana dos locais sagrados de Jerusalém. Os muçulmanos locais apoiaram a opinião da OLP de que a acção da Jordânia foi uma interferência injustificada; o mandato popular de Ja'abari fez com que a reivindicação de Abdeen "desaparecesse por completo" e ele aposentou-se formalmente em 1998.
Sabri foi afastado em 2006 pelo presidente da Autoridade Palestina, Mahmoud Abbas, que estava preocupado com o facto de Sabri estar demasiado envolvido em questões políticas.
Abbas nomeou Muhammad Ahmad Hussein, que era visto como um político moderado. Pouco depois da sua nomeação, Hussein fez comentários indicando que os atentados suicidas eram uma táctica aceitável para os palestinos usarem contra Israel.

## Lista
- Kamil al-Husayni desde a criação do cargo em 1918 até sua morte em 1921.
- Mohammad Amin al-Husseini de 8 de maio de 1921 a 1948; exilado pelos britânicos em 1937, mas não demitido como mufti.
- Hussam ad-Din Jarallah de 20 de dezembro de 1948 a 6 de março de 1954;
- Saad al-Alami de 1953 a 6 de fevereiro de 1993;[11]
- Sulaiman Ja'abari de 17 de fevereiro de 1993 (Jordânia) / 20 de março de 1993 (AP) a 11 de outubro de 1994;[12]
- Abdul Qader Abdeen (Jordânia) de 11 de outubro de 1994 a 1998;[13]
- Ekrima Sa'id Sabri (PA) de 16 de outubro de 1994 a julho de 2006;[13]
- Muhammad Ahmad Hussein de julho de 2006 até o presente.